# Master Hands
Master Hands is een Amerikaanse documentaire uit 1936 die laat zien hoe een Chevrolet gemaakt wordt. Een versie is in het bezit van de Prelinger Archives. De film bevindt zich in het publiek domein en werd in 1999 opgenomen in de National Film Registry.